# Onthophagus endroedii
Onthophagus endroedii är en skalbaggsart som beskrevs av Frey 1973. Onthophagus endroedii ingår i släktet Onthophagus och familjen bladhorningar. Inga underarter finns listade i Catalogue of Life.